# Fugue in C Major
Fugue in C Major – singel amerykańskiego gitarzysty jazzowego Oscara Moore’a, wydany przez kalifornijską wytwórnię fonograficzną Atlas Records w 1945.
Nagrań dokonano 15 września 1945 w Hollywood. Była to pierwsza płyta nagrana przez Johnny Moore’s Three Blazers i jednocześnie pierwsza mająca znaczenie płyta początkującego wokalisty Frankiego Laine'a (bo jego rzeczywisty debiut dla Beltone Records przeszedł zupełnie niezauważony). Według naklejki na płycie wykonawcami są Oscar Moore with The Three Blazers. Strona A zawiera utwór instrumentalny, nagranie piosenki umieszczone na odwrocie płyty zostało później wydane jako strona A innego singla Atlasu (OM 122).
10-calową monofoniczną płytę odtwarzaną z prędkością 78 obr./min. wydała prowadzona przez Schermana wytwórnia Atlas (OM 107).

## Muzycy
- Oscar Moore – gitara
- Johnny Moore – gitara
- Charles Brown – fortepian
- Eddie Williams – kontrabas
- Frankie Laine – śpiew ("Melancholy Madeline")

## Lista utworów
1. "Fugue in C Major" (Oscar Moore) instr.
2. "Melancholy Madeline" (Robert Scherman) wokalista: Frankie Laine